# Flavio Vitale
Flavio Vitale (28 luglio 2005) è uno sciatore alpino francese.

## Biografia
Attivo dal novembre del 2021, Vitale ha esordito in Coppa Europa il 12 dicembre 2022 a Zinal e in Coppa del Mondo il 9 dicembre 2023 a Val-d'Isère, in entrambi i casi senza completare lo slalom gigante in programma; il 22 dicembre 2023 ha conquistato il primo podio in Coppa Europa, a Valloire nella medesima specialità (3º), e ai Mondiali juniores di Tarvisio 2025 ha vinto la medaglia d'oro nello slalom gigante. Non ha preso parte a rassegne olimpiche o iridate.

## Palmarès

### Mondiali juniores
- 1 medaglia: 
  - 1 oro (slalom gigante a Tarvisio 2025)

### Coppa del Mondo
- Miglior piazzamento in classifica generale: 119º nel 2025

### Coppa Europa
- Miglior piazzamento in classifica generale: 26º nel 2024
- 5 podi:
  - 3 secondi posti
  - 2 terzi posti